# Campionati italiani primaverili di nuoto 1975
I ventiduesimi campionati italiani primaverili di nuoto si sono svolti a Roma dal 14 al 16 marzo 1975. È stata utilizzata la vasca da 50 metri.

## Podi

### Uomini
| Evento               | Oro                                                                              | Tempo   | Argento | Tempo   | Bronzo                                                    | Tempo   |
| Stile libero         |                                                                                  |         | |         |                                                           |         |
| 100 m                | Marcello Guarducci                                                               | 53"1    | Roberto Pangaro | 53"5    | Paolo Sinigaglia                                          | 55"0    |
| 200 m                | Marcello Guarducci                                                               | 1'57"6  | Roberto Pangaro | 1'58"8  | Massimo Ugolini                                           | 2'02"8  |
| 400 m                | Roberto Pangaro                                                                  | 4'16"2  | Sergio Affronte | 4'18"1  | Paolo Sinigaglia                                          | 4'19"1  |
| 1500 m               | Sergio Affronte                                                                  | 16'28"2 | Stefano Bellon | 17'03"9 | Stefano Lanata                                            | 17'05"0 |
| Dorso                |                                                                                  |         | |         |                                                           |         |
| 100 m                | Enrico Bisso                                                                     | 1'00"7  | Lapo Cianchi | 1'01"9  | Marco Petino                                              | 1'03"8  |
| 200 m                | Massimo Nistri                                                                   | 2'13"1  | Lapo Cianchi | 2'14"1  | Enrico Bisso                                              | 2'15"8  |
| Rana                 |                                                                                  |         | |         |                                                           |         |
| 100 m                | Giorgio Lalle                                                                    | 1'07"5  | Giancarlo Mauro | 1'09"3  | Edmondo Mingione                                          | 1'11"5  |
| 200 m                | Giorgio Lalle                                                                    | 2'27"6  | Giancarlo Mauro | 2'30"4  | Gilberto Giberti                                          | 2'35"2  |
| Farfalla             |                                                                                  |         | |         |                                                           |         |
| 100 m                | Paolo Barelli                                                                    | 59"4    | Riccardo Urbani Alessandro Griffith | 59"5    |                                                           | -       |
| 200 m                | Alessandro Griffith                                                              | 2'11"3  | Luigi Malnati | 2'12"9  | Cesare Butini                                             | 2'14"   |
| Misti                |                                                                                  |         | |         |                                                           |         |
| 200 m                | Claudio Zei                                                                      | 2'19"5  | Lorenzo Gariglio | 2'20"3  | Salvatore Nania                                           | 2'21"2  |
| 400 m                | Gilberto Gilberti                                                                | 4'54"1  | Giorgio Lalle | 4'56"7  | Roberto Pisano                                            | 4'58"4  |
| Staffette            |                                                                                  |         | |         |                                                           |         |
| 4x100 m stile libero | Fiat Paolo Martinetto Mario Lovisolo Enzo Bellardi Lorenzo Gariglio              | 3'43"9  | De Gregorio Claudio Zei Paolo Revelli Riccardo Urbani Augusto Papini Lazio Nuoto Francesco Marcucci Paolo Barelli Maurizio Bizzarri Marco Marcovaldi | 3'45"3  |                                                           |         |
| 4x200 m stile libero | Lazio Nuoto Marco Marcovaldi Maurizio Bizzarri Paolo Barelli Francesco Marcucci  | 8'18"8  | Fiat Mario Lovisolo Paolo Martinetto Enzo Bellardi Grattarola                                                                                        | 8'22"5  | Roma Nuoto Guerra Silvi Andrea Bellini Borsacchi          | 8'22"6  |
| 4x100 m misti        | De Gregorio-NC Verona Claudio Zei Giancarlo Mauro Riccardo Urbani Augusto Papini | 4'06"4  | Lazio Nuoto Paolo Barelli Gilberto Giberti Cesare Butini Francesco Marcucci                                                                          | 4'12"2  | RN Florentia Lapo Cianchi Baldi Bologna Giovanni Consigli | 4'13"7  |

### Donne
| Evento               | Oro                                                                           | Tempo   | Argento                                                                        | Tempo  | Bronzo                                                                          | Tempo  |
| Stile libero         |                                                                               |         |                                                                                |        |                                                                                 |        |
| 100 m                | Laura Bortolotti                                                              | 1'01"9  | Laura Gorgerino                                                                | 1'02"1 | Laura Sterni                                                                    | 1'03"3 |
| 200 m                | Laura Bortolotti                                                              | 2'10"6  | Laura Sterni                                                                   | 2'13"5 | Manuela De Angelis                                                              | 2'14"2 |
| 400 m                | Laura Bortolotti                                                              | 4'34"7  | Giuditta Pandini                                                               | 4'35"8 | Laura Sterni                                                                    | 4'41"9 |
| 800 m                | Laura Bortolotti                                                              | 9'18"8  | Giuditta Pandini                                                               | 9'21"3 | Manuela De Angelis                                                              | 9'32"3 |
| Dorso                |                                                                               |         |                                                                                |        |                                                                                 |        |
| 100 m                | Cristina Stuttgard                                                            | 1'08"8  | Antonella Roncelli                                                             | 1'10"1 | Paola Cesari                                                                    | 1'10"5 |
| 200 m                | Antonella Roncelli                                                            | 2'27"0  | Cristina Tarantino                                                             | 2'28"7 | Paola Cesari                                                                    | 2'29"7 |
| Rana                 |                                                                               |         |                                                                                |        |                                                                                 |        |
| 100 m                | Tiziana Rachetto                                                              | 1'21"1  | Iris Corniani                                                                  | 1'21"4 | Alessandra Cornelli                                                             | 1'22"4 |
| 200 m                | Veronica Cerato                                                               | 2'54"2  | Paola Morozzi                                                                  | 2'55"8 | Germana Cavicchioli                                                             | 2'55"9 |
| Farfalla             |                                                                               |         |                                                                                |        |                                                                                 |        |
| 100 m                | Donatella Schiavon                                                            | 1'06"9  | Cinzia Rampazzo                                                                | 1'07"5 | Laura Gorgerino                                                                 | 1'08"0 |
| 200 m                | Cinzia Rampazzo                                                               | 2'22"4  | Donatella Schiavon                                                             | 2'23"0 | Monica Dolcini                                                                  | 2'29"3 |
| Misti                |                                                                               |         |                                                                                |        |                                                                                 |        |
| 200 m                | Maura Sorrrentino                                                             | 2'32"6  | Laura Gorgerino                                                                | 2'34"2 | Alessandra Cornelli                                                             | 2'35"7 |
| 400 m                | Paola Morozzi                                                                 | 5'15"5  | Giuditta Pandini                                                               | 5'19"9 | Cinzia Rampazzo                                                                 | 5'24"2 |
| Staffette            |                                                                               |         |                                                                                |        |                                                                                 |        |
| 4x100 m stile libero | Lazio Nuoto Francesca Molinari Antonella Valentini Baracchini Laura Gorgerino | 4'16"10 | Fiat Nicoletta Pezzutti Barbara Cassinelli Marina Cavallero Patrizia Zebellin  | 4'17"4 | Aniene Elisabetta Dessy Viviana Dantini Cristina Tarantino Alessandra Cornelli  | 4'20"7 |
| 4x100 m mista        | Doria Paola Cesari Credari Monica Dolcini Cristina Stuttgard                  | 4'44"30 | Aniene Cristina Tarantino Alessandra Cornelli Viviana Dantini Elisabetta Dessy | 4'45"8 | Lazio Nuoto Francesca Molinari Paola Morozzi Laura Gorgerino Manuela De Angelis | 4'46"2 |